# Pyrausta systematica
Pyrausta systematica là một loài bướm đêm trong họ Crambidae.